# Donald Worster
Donald Worster (nascido em 1941) é um historiador ambiental americano que foi, até sua aposentadoria, um conceituado professor de história na Universidade do Kansas. É um dos fundadores e figuras líderes no campo da História Ambiental. Em 2009, ele foi nomeado para a Academia Americana de Artes e ciências. Depois de se aposentar da Universidade do Kansas, recebeu os títulos de Especialista Estrangeiro Distinto e de professor sênior da Escola de História da Universidade Renmin da China.

## Vida
Donald Worster, nascido no ano de 1941, cresceu em Hutchinson, Kansas, graduado no colégio de Hutchinson. Ele se formou como bacharel em Artes no ano de 1963 e concluiu o mestrado na mesma área em 1964 na Universidade do Kansas. Continuou seus estudos na Universidade de Yale, onde conseguiu o titulo de M.Phil. (tipo de pós graduação como mestre de filosofia) em 1970 e foi PhD em história no ano seguinte.

## Carreira
Em 1989, Worster voltou à Universidade de Kansas, na cidade em que nasceu e onde fez sua primeira graduação, para ocupar a cadeira de História da América da instituição. Ao longo da sua carreira, ele escreveu inúmeras obras, incluindo The Wealth of Nature; Under Western Skies; Rivers of Empire; Dust Bowl: The Southern Plains in the 1930s; A Passion for Nature: The Life of John Muir; Nature's Economy; and A River Running West: The Life of John Wesley Powell. Worster foi um dos primeiros presidentes da Sociedade Americana de História Ambiental (American Society for Environmental History) e é um membro da Associação de História Ocidental (Western History Association), da Organização de Historiadores Americanos (Organization of American Historians), e da Associação Histórica Americana (American Historical Association).
Donald Worster lecionou e se apresentou na Europa, África, Ásia, América Latina e por toda América do Norte. Após se aposentar da Universidade de Kansas, ele ocupou os cargos de Especialista Renomado Estrangeiro e professor sênior na Escola de História da Universidade Renmin da China.
Worster se interessa, principalmente, por História Ambiental, além de estudar História Comparada (especialmente entre Estados Unidos e Canadá); Regionalismo Americano (particularmente sobre o Oeste); Agricultura; e Ciência e Tecnologia.
Ele definiu fazendas e jardins como “nichos ecológicos domesticados”: lugares onde os humanos alteram seus arredores e são alterados por eles.

## Prêmios
- 2001: National Outdoor Book Award (categoria história/ biografia), Um Rio Correndo para o Oeste: A Vida de John Wesley Powell.

- 2002:Prêmio da Associação de História Ocidental Caughey

- 1979: Prêmio Bancroft, Dust Bowl: The Southern Plains na década de 1930.

## Obras
- Shrinking the Earth: The Rise and Decline of Natural Abundance (2016) ISBN 019984495X
- The Good Muck: Toward an Excremental History of China, Transformations in environment and Society, Rachel Carson Center, 2017
- "The American West in the Age of Vulnerability." Western Historical Quarterly 45.1 (2014): 5-16. in JSTOR
- "The Higher Altruism." Environmental History 19.4 (2014): 716-720.
- A Passion for Nature: The Life of John Muir (2008) ISBN 0-19-516682-5
- A River Running West: The Life of John Wesley Powell (2002) ISBN 0-19-515635-8
- An Unsettled Country: Changing Landscapes of the American West (1994) ISBN 0-8263-1481-3
- The Wealth of Nature: Environmental History and the Ecological Imagination (1994) ISBN 0-19-507624-9
- "Transformations of the Earth: Toward an Agroecological Perspective in History," Journal of American History 76:4 (March 1990): 1106. in JSTOR
- editor, The Ends of the Earth: Perspectives on Modern Environmental History  Cambridge University Press, 1988.
- Rivers of Empire: Water, Aridity, and the Growth of the American West (1985) ISBN 0-19-507806-3
- "The Ecology of Order and Chaos." Environmental History Review (1990): 1-18. in JSTOR
- Dust Bowl: The Southern Plains in the 1930s (1979) ISBN 0-19-502550-4, which won a Bancroft Prize
- Nature's Economy: A History of Ecological Ideas (1977) ISBN 0-87156-197-2

## Principais estudos acerca da História Ambiental
Worster busca estabelecer conexões entre a história humana e os processos ecológicos. Ele explora como as mudanças ambientais influenciaram e foram influenciadas pelas sociedades humanas ao longo do tempo. Essa abordagem busca compreender a história como um sistema complexo, onde as forças ambientais e sociais estão interligadas e se influenciam mutuamente: “como os seres Humanos foram, através do tempo, afetados pelo seu ambiente natural e, inversamente, como eles afetaram esse ambiente e com que resultado”.
Ele argumenta que existem três níveis de análise que devem ser considerados ao examinar as interações entre humanos e meio ambiente ao longo do tempo. O primeiro nível enfoca o entendimento de como a natureza se organizou e funcionou no passado. Isso implica examinar os processos ecológicos. O segundo nível diz respeito ao “domínio socioeconômico na medida em que ele interage com o ambiente”. O terceiro nível aborda as percepções, valores étnicos, leis, mitos e outras estruturas de significação que moldam a relação entre os indivíduos ou grupos e a natureza. Isso inclui examinar como as diferentes culturas entendem e atribuem significado ao ambiente natural, como suas crenças e valores influenciam suas práticas ambientais e como as ideias sobre a natureza evoluíram ao longo do tempo.